# Tephrosia ringoetii
Tephrosia ringoetii är en ärtväxtart som beskrevs av Baker f.. Tephrosia ringoetii ingår i släktet Tephrosia och familjen ärtväxter. Inga underarter finns listade i Catalogue of Life.